# 劉世俊
劉世俊（？—？），號崑源，山西平陽府蒲州人。明末清初政治人物。同進士出身。

## 生平
崇禎三年（1630年）庚午科山西鄉試第六十名舉人，七年（1634年），登甲戌科會試第二百四十九名，廷試三甲第一百五十七名進士，礼部观政，八年授山東單县知县，十年考察，十二年降补河南副理问，十四年升永平府推官。
順治九年（1652年）任浙江绍兴府知府。

## 家族
曾祖劉春，寿官；祖劉永盛，县丞；父劉文龙，儒官。。